# Brom trifluoride
Brom trifluoride là một hợp chất halogen với công thức BrF3. Nó là một chất lỏng màu vàng rơm, mùi hăng, có thể hòa tan trong acid sulfuric, phản ứng mạnh với nước và các hợp chất hữu cơ. Đây là một chất flour hóa mạnh và một dung môi ion hóa vô cơ. Nó được sử dụng để sản xuất urani(VI) fluoride (UF6) trong quá trình xử lý và tái chế nhiên liệu hạt nhân.

## Điều chế
Brom trifluoride lần đầu tiên được Paul Lebeau mô tả vào năm 1906, ông đã thu được chất này bằng phản ứng của brom với fluor ở 20 °C:
{\displaystyle {\ce {Br2 + 3F2 -> 2BrF3}}}
Sự tự oxy hóa khử của brom monofluoride cũng tạo ra brom trifluoride:
{\displaystyle {\ce {3BrF -> BrF3 + Br2}}}

## Cấu trúc
Giống như ClF3 và IF3, phân tử BrF3 có cấu tạo hình chữ T và phẳng. Theo lý thuyết VSEPR, tâm brom được gán hai cặp điện tử. Khoảng cách từ brom đến mỗi nguyên tử flour trục dọc là 1,81 Å và đến nguyên tử flour ở trục ngang là 1,72 Å. Góc giữa flour trục dọc và flour trục ngang hơi nhỏ hơn 90° (góc 86,2°), nguyên nhân là do lực đẩy tạo ra bởi các cặp electron lớn hơn lực đẩy của các liên kết Br−F.

## Tính chất hóa học
BrF3 phản ứng nhanh và tỏa nhiệt với nước tạo ra acid hydrobromic và acid hydrofluoric:
{\displaystyle {\ce {BrF3 + 2H2O -> 3HF + HBr + O2}}}
BrF3 là một chất flour hóa, nhưng phản ứng kém hơn ClF3. Khi ở −196 °C, nó phản ứng với acetonitrile để tạo ra 1,1,1−trifluoroethane.
{\displaystyle {\ce {BrF3 + CH3CN -> CH3CF3 + 1/2Br2 + 1/2N2}}}
Chất lỏng BrF3 dẫn điện do khả năng tự ion hóa:
{\displaystyle {\ce {2BrF3 <=> BrF2^+ + BrF4^-}}}
Các muối fluoride hòa tan dễ dàng trong BrF3 tạo thành tetrafluorobromat:
{\displaystyle {\ce {KF + BrF3 -> KBrF4}}}
BF3 phản ứng như một chất cung cấp ion fluoride:
{\displaystyle {\ce {BrF3 + SbF5 -> [BrF2^+][SbF6^-]}}}